# Weersluis
De Weersluis is een schutsluis in Nederland die een verbinding vormt tussen de rivier de Vecht en de Loosdrechtse Plassen via de Weersloot. De sluis ligt in de Utrechtse gemeente Stichtse Vecht.
De Weersluis is een van de drie sluizen die de Vecht met de Loosdrechtse Plassen verbindt. Samen met de zuidelijker gelegen Kraaienestersluis wordt ze gebruikt voor vaartuigen met beperkte afmetingen. Grote vaartuigen kunnen in die verbinding uitsluitend gebruikmaken van de in het noorden gelegen Mijndense sluis. Vaartuigen die de Weersluis gebruiken dienen de aangrenzende Weerbrug te passeren; een lage, vaste brug aan de Vechtzijde. In de directe omgeving van de sluis bevinden zich tevens een voormalige herberg annex sluiswachterswoning genaamd De Vliegende Kraai en de buitenplaats Weerestein.
Qua geschiedenis bestond de Weersloot reeds in de late middeleeuwen. Ze vormde een grens tussen het Sticht Utrecht en het graafschap Holland. Nog tot op de dag van vandaag is er een grens waarneembaar. Niet geheel duidelijk is wanneer de Weersluis precies is gebouwd. Mogelijk dateert ze uit het begin van de 17e eeuw. Ze is gaandeweg haar geschiedenis diverse malen aangepast. Gelegen tussen fort Tienhoven en fort Nieuwersluis kreeg ze daarbij aan het eind van de 19e eeuw tevens een militaire functie als inlaat- en keersluis in het kader van de Nieuwe Hollandse Waterlinie. In 1999 volgde een complete restauratie met een aanpassing voor de recreatievaart naar zelfbediening. De sluis bevat historische delen en is sinds 2013 gewaardeerd als rijksmonument.